# Zwölftafelgesetz

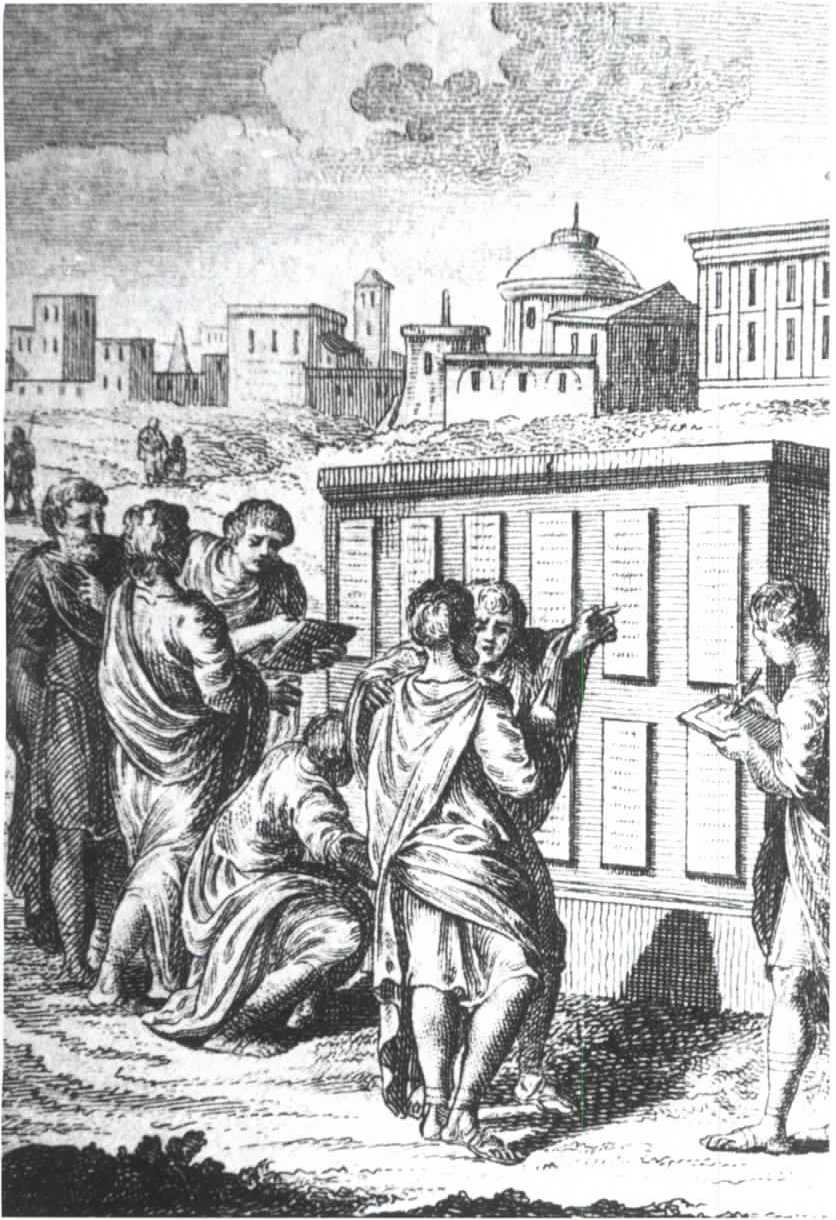
Die zwölf Tafeln am Forum Romanum, dargestellt in einem alten Kupferstich

Das Zwölftafelgesetz (lateinisch lex duodecim tabularum, auch leges duodecim tabularum „Zwölftafelgesetze“, lex Decemviralis und leges Decemvirales „Zehnmännergesetz[e]“, verkürzt duodecim tabulae „XII Tafeln“) ist eine um 451/450 v. Chr. von einem mit Regierungsgewalt ausgestatteten Zehnmännerkollegium in Rom erarbeitete Gesetzessammlung, die in zwölf bronzenen Tafeln auf dem Forum Romanum ausgestellt war. Die Existenz der Tafeln ist nicht zweifelsfrei erwiesen, da auf Autopsie beruhende Zeugnisse nicht überliefert sind, überwiegend wird aber davon ausgegangen, dass es sie gegeben haben muss.
Ausarbeitung und Verabschiedung des Zwölftafelgesetzes markieren unser frühestes Wissen vom altrömischen Recht, wobei Anknüpfungspunkt längst bestehende Normen und Verfahren (mores) sind, ohne dass diese abschließend behandelt sind, weil sie vorausgesetzt werden konnten. Es darf davon ausgegangen werden, dass der Kodifikation also eine bedeutende Entwicklungsgeschichte zugrunde lag, denn erkennbar ging es von gereiften staatlichen und gesellschaftlichen Zuständen aus. Deren Heranbildung liegt zwar im Dunklen, ein markantes Ereignis aber bildeten die Ständekämpfe zwischen Patriziern und Plebejern während der frühen Römischen Republik. Geregelt sind überwiegend die Beziehungen zwischen Privaten – auch im Prozesswesen – und strafrechtliche Repression. In der nachfolgenden Zeit wurden die Tafeln vielfach ergänzt und aktualisiert. Für nahezu eintausend Jahre wirkten sie als einzige Kodifikation des römischen Rechts, mittendrin – während der frühen Kaiserzeit – vornehmlich begleitet durch Juristenrecht und in der Spätantike durch die justinianische Gesetzgebung.

## Geschichte der XII Tafeln

### Vorbilder und Einflüsse
Große Vorbildfunktion für Rom hatte das antike Griechenland. Von den Griechen hatten die Römer Zeichen und Zahlen übernommen und Rechnen und Schreiben gelernt. Zwar war Griechenland strukturell in Staatenverbünden organisiert, weshalb es keine einheitliche Gesetzgebung gab, aber sie hatten durchaus Erfahrungen in Sachen Rechtsorganisation gesammelt. So blieb es nicht aus, dass die Gesetzgebungen Drakons aus dem 7. Jahrhundert v. Chr. und die Solons aus dem 6. Jahrhundert v. Chr. besonders nachhaltigen Einfluss auf Rom ausüben konnten. Da Solon sich zudem mit der ägyptischen Rechtspflege beschäftigt hatte, flossen auch daraus erzielte Lerneffekte und Einflüsse in das römische Rechtswesen ein und verbreiterten die empirische Basis. Um die Zeit der Schaffung der XII Tafeln hatte sich überdies die kretische Stadt Gortyn ein Stadtrecht gegeben, das ebenfalls auf Rom ausstrahlte. Lernen konnten die Römer von den Griechen, welche Bedeutung einer hochentwickelten Rechtsphilosophie zukommt, darüber hinaus, welche Vorteile die Prinzipien von Legalität und Richterbindung an das Gesetz mit sich bringen.
Im Hintergrund dieser Einflüsse und in Fortsetzung einer platonisch-aristotelischen Tradition, bestand althergebrachtes spätetruskisches und frührömisches Gewohnheitsrecht (ius civile). Dieses soll unter den vorrepublikanischen Königen in Teilen aufgezeichnet gewesen sein, sich aber auf den Kult beschränkt haben. Möglicherweise gingen die Aufzeichnungen mit dem Abtritt des jeweiligen Königs unter. Nach den Königen herrschten ausweislich des Enchiridion des hochklassischen Juristen Sextus Pomponius – enthalten in den Digesten 1, 2, 2, 1–53. – „unsicheres Recht und irgendwelche Gewohnheiten“ vor. Die mussten sich allerdings gleichwohl auf Klagen und Einreden, auf Vindikationen und Kondiktionen, auf Sachmängel- und Deliktshaftung, auf Verträge und auf dingliche Rechte verständigt haben, denn sie wurden als ureigene Regelungsmaterie Inhalt der Kodifikation. Zudem hatte das griechische Recht nie die Komplexität der XII Tafeln erreicht. Laut Cicero sind in der frühen Republik alle Gesetze, also Volksbeschlüsse, vom Senat vorher bestätigt worden (senatus auctoritas), ein Verfahren, an dem die sogenannten Optimaten auch in späterer Zeit festhielten.

### Entstehungsgeschichte
Roms ältestes Recht war schriftlich nicht nachweislich kodifiziert, vielmehr war es mündlich überliefert worden. Es galt als präexistent, von den Göttern vorgegeben. Jedoch waren nur wenige im Stande und befugt, den über Generationen hinweg zusammengetragenen Fundus an Gesetzen zu überschauen. Recht (ius) wurde im Einzelfall daher von den Pontifices erkannt, festgestellt und ausgelegt. Sie behandelten die Geschäfts- und Klageformeln als Geheimwissenschaft. Obwohl die Priesterschaft es war, die das Recht fortentwickelt hatte, enthielt das Privatrecht bereits zu Zeiten der XII Tafeln kaum mehr sakrale Züge, wobei diese anfänglich vorhanden gewesen sein mögen, durch zunehmenden Bedeutungsverlust in den Überlieferungen aber keine Berücksichtigung mehr fanden. Neu war auch die offizielle Namensgebung: Zwölf Tafeln. Zuvor waren Gesetze nach dem Antragsteller, später auch nach dem erlassenden Kaiser benannt worden (lex Claudia, lex Sempronia, lex Iulia).
Gemäß der Überlieferung empörte sich die aufständische plebs zunehmend über die ihr widerfahrene Ungleichbehandlung durch die Patrizier. Zwar waren einige der Plebejer zu Ansehen und Vermögen gekommen, gleichwohl waren sie unterprivilegiert. Die antiken Quellen berichten, dass die Plebejer im Jahr 462 v. Chr. einen Vorstoß gewagt hätten, für ihren Stand rechtssichere Verhältnisse zu fordern. Sie forderten ein Ackergesetz, das auch ihnen einen Teil des Landes zusprach, welches sie als Soldaten erobert hatten. Sie forderten zudem, dass die zu treffenden Regelungen formal verbindlich würden. Es mussten also entsprechende Gesetze geschaffen werden. Nach Überwindung anfänglicher Widerstände sollen die Patrizier der plebs im Jahr 454 v. Chr. den Forderungen entgegengekommen sein und eingewilligt haben, dass eine dreiköpfige Kommission zum Studium der solonischen Gesetze nach Athen entsandt würde. Zwei Jahre später kehrten die Entsandten als Gelehrte des rechtsphilosophisch orientierten altgriechischen Rechts nach Rom zurück. Auf Druck der Volkstribunen habe nach Auskunft des Geschichtsschreibers Titus Livius der Senat 452/1 v. Chr. zehn patrizische Männer, die sogenannten decemviri legibus scribundis, beauftragt, die Errungenschaften in römisches Recht zu transformieren und schriftlich zu fixieren. Dafür sollen die decemviri mit höchster magistratischer Gewalt ausgestattet worden sein, um noch im selben Amtsjahr den Zenturiatkomitien die Gesetzestafeln zur Beschlussfassung vorzulegen. Abgefasst auf „zehn Tafeln“, seien die Gesetze daraufhin auf der Rednerbühne des Forum Romanum ausgestellt worden.
Im Folgejahr sollte die Sammlung um zwei weitere Tafeln ergänzt werden. Dazu war eine zweite Amtsperiode der Decemvirn erforderlich. Ob es daran lag, dass eine von alters her bevorzugte Zahlensymmetrie durchbrochen wurde, die alles Erkennen und Berechnen auf die Zahl „10“ hin ordnet (Tetraktys des Pythagoras) und die „12“ hemmungslose Maßlosigkeit und Undeutlichkeit bedeutet, die alle Ordnung stören wird, oder letztlich andere Umstände dafür ausschlaggebend waren, dass sich die Decemvirn wie Tyrannen gebärdeten, die Arbeit an den Gesetzen jedenfalls war grundlegend gestört. An dieser Stelle setzt ein Gründungsmythos ein, den Livius beschrieb: der, der schönen Verginia, die vom Decemvir Appius Claudius um ihre Freiheit in einem Schauprozess betrogen wird, damit sie in die Sklaverei ginge. Sie wird vom Vater erlöst, indem er sie tötet und die Römer müssen sich bei allem guten Willen, der für eine befriedende Rechtsordnung aufgebracht worden war, nun fragen, wie es sein konnte, dass sogleich ein Gesetzgeber-Gesetzesbrecher produziert worden war. Die Geschichte gilt als fiktiv und legendär, andererseits trägt sie einen in der Forschung viel diskutierten Symbolcharakter, denn praktiziertes Recht sucht die Balance zwischen Gewalt und Recht und fordert, dass ohne die Erprobung des Unrechts auch kein Recht sei. Nach Vertreibung der Decemvirn seien die beiden Ergänzungstafeln letztlich vom Volk beschlossen und aufgestellt worden. Die Gesetzesordnung in ihrer Gesamtheit sei als Resultat der römischen Ständekämpfe zu betrachten. Dem Gesetzeswerk wird deshalb eine soziale Schlichtungsfunktion zugesprochen. Bereits formaljuristisch schützte die schriftliche Fixierung und öffentliche Aufstellung der Tafeln die Plebejer vor patrizischen Willkürmaßnahmen, die als Grund für Verarmung und wirtschaftliche Not der plebs wahrgenommen worden waren und zu Schuldknechtschaft und Selbstverpfändungen geführt hatten.
Die decemviri orientierten sich bei der Gesetzesabfassung intensiv an griechischen Vorbildern, unter anderem an den solonischen Gesetzen, wie Cicero mitteilt. Dass auch die drakonischen Gesetze einen Einfluss hatten, ist nicht belegt. Ob die drei einst entsandten Gelehrten wirklich bis in das Herz Griechenlands vorgestoßen waren, namentlich in die Städte Athen und Sparta, ist unklar. Für wahrscheinlicher wird es gehalten, dass sie lediglich bis in die griechischen Städte Süditaliens gelangten. Allerdings half den Römern, laut antiker Überlieferung, Hermodoros von Ephesos bei der Übersetzung griechischer Texte und wurde dafür mit einer Statue im Comitium geehrt. Doch die „fremden“ Gesetze wurden nur dort übernommen, wo man es für unbedingt notwendig hielt. Inhaltlich waren die XII Tafeln von altrömischen Rechtsgrundsätzen geprägt. Ihre Darbietung an sich stellt im Lichte der babylonischen Gesetzgebung König Hammurapis, der bereits im 18. Jahrhundert v. Chr. Gesetze in Stein hauen ließ, keine Besonderheit dar. Neu war, dass die Römer die erste „Wissenschaft vom Recht“ begründet hatten. Die Römer selbst bezeichneten die durch die Tafeln entstandene vorklassische Jurisprudenz deshalb als Grundlage ihres gesamten Rechtslebens (fons omnis publici privatique iuris, Livius, auf Deutsch in etwa „Quelle des gesamten öffentlichen und privaten Rechts“). Zudem galten sie für alle römischen Bürger, unabhängig von ihrer sozialen Zugehörigkeit.
Obwohl die Tafeln selbst in physischer Hinsicht nicht allzu lang überdauerten – sie wurden während der Eroberung Roms von den Galliern 387 v. Chr. zerstört –, wurden viele Teile ihres Gedankenguts bis heute bewahrt und finden sich beispielsweise im Bürgerlichen Gesetzbuch (BGB), im Grundgesetz (GG) und in der Europäischen Verfassung wieder.

### Inhalt
Über den Inhalt des Gesetzgebungswerkes gibt eine Vielzahl von Zitaten und Hinweisen in späteren juristischen und rechtshistorischen Quellen Aufschluss. Die XII Tafeln waren inhaltlich auf die strukturellen Bedürfnisse des damaligen Agrarstaates zugeschnitten, wie er schon die Königszeit geprägt hatte. Verfassungsrechtliche Ausführungen sind in den Tafeln nicht enthalten. Geregelt wurden vornehmlich Privatrechtsmaterien, die das Schuld- und Sachenrecht, das Familien- und Erbrecht und das Delikts- und Sakralrecht (ius civile) betrafen. Da straf- und prozessrechtliche Themen nach Auffassung der Verfasser im unmittelbaren Annex zum materiellen Zivilrecht standen, finden sich in den XII Tafeln auch dazu Regelungsinhalte. Das Zivilprozessrecht nahm gar den breitesten Raum in der Rechtsordnung ein.
Das Werk der XII Tafeln ist weder systematisch aufgebaut, noch findet sich eine lückenlose Aufzeichnung des geltenden Rechts. So wurden einzelne Rechtsbereiche bis ins Detail geregelt, andere bestenfalls peripher berührt, wieder andere ganz übergangen. Es wurde nicht allein überliefertes Gewohnheitsrecht fixiert, vielmehr wurde von ihm abweichendes, neues Recht erzeugt. Die XII Tafeln definieren Rechtsbegriffe nicht, sie setzen Definitionen vielmehr voraus. Häufig finden sich statt verallgemeinerter Tatbestandsbeschreibungen kasuistische Fallbeispiele. Beispielsweise fand sich auf Tafel VI eine penible Ausführung darüber, dass ein gestohlener Balken, der bereits wieder verbaut war, nicht eigenmächtig entfernt werden durfte. Detaillierte und wortreiche Regelungen finden sich außerdem zu den Schuldnerschutzverfahren. An anderer Stelle sah das Gesetz für fehlgebildet geborene Kinder vor, dass das Kind kraft der patria potestas des pater familias („uneingeschränkte Verfügungsgewalt des Familienoberhauptes“) ausgesetzt werden durfte. Aber auch zweifelhafte Vaterschaft, soziale Not und Geburt an einem Unglückstag galten als hinreichender Grund für eine Kindesaussetzung.
Da die Tafeln zerstört wurden, lassen sie sich nur ungefähr anhand von Zitaten, die z. B. Cicero liefert, rekonstruieren. Allerdings lassen sich bei Cicero auch persönliche Motive dafür nachweisen, die Zwölftafelgesetze in seinem Sinne ausgelegt zu haben, die zur Aufhellung der tatsächlichen Gesetzeswortlaute nicht beitragen. In der Literatur wurde geäußert, dass zumindest eine bei Cicero erwähnte Stelle, die angeblich im Zwölftafelgesetz stand, von ihm selbst erfunden worden sein könnte.

### Anwendungspraxis
Seit Alters her lagerten Dokumente zum ius civile, sofern vorhanden, in den Geheimarchiven der Priesterschaft. Diese Information rührt von Livius her. Pomponius liefert wertvolle Hinweise zur Anwendungspraxis der neu geschaffenen Tafeln. Erstmals galt es schließlich, geschriebenes Gesetz in Anwendung zu bringen, das heißt, es bedurfte fachkundiger Interpretationen und anschließender Erörterung vor Gericht (disputatio fori). Recht musste unter neuen Umständen entstehen, Zivilrecht, das Einzug in das ius civile würde halten können. Pomponius vermied es in seinen Ausführungen, den Begriff der Auslegung als Interpretation des Rechts dar- und dieser gleichzustellen, er schildert sie als Ausfluss des Rechtstextes selbst (sed communi nomine appellatur ius civile).
Nun bedurfte es weiterhin geeigneter Klagformeln, damit die Menschen ihre Rechtsstreitigkeiten austragen konnten. Deshalb, so schildert Pomponius weiter, seien hierfür die actiones „komponiert“ worden. Um ausufernde Beliebigkeit eingrenzen zu können, wurden sie „bestimmt und feierlich förmlich“ abgefasst und letztlich als Legisaktionen (gesetzmäßige Klagen) zur Verfügung gestellt. Rom hatte damit zur Anwendung der XII Tafeln auch einen adäquaten Prozessverfahrenstyp erhalten.
Die Auslegung der Tafeln und die Formformulierung der Klagen hatte die Priesterschaft inne, den tatsächlichen Gerichtsprozess führte als Gerichtsherr der Konsul, ab 367 v. Chr. der eigens für die iurisdictio zuständige Prätor. Der Gerichtsherr wählte die zielführende und deshalb geeignete Legisaktion aus. Die Klageformeln wurden von den Priestern in eine bestimmte Form gebracht, dies in zweierlei Hinsicht: einerseits zur Herstellung einer Spruchformel, andererseits zur Herstellung eines Formelbuches. Dieses Buch soll, so schildert Pomponius in den Digesten weiter, später von Gnaeus Flavius „heimlich entwendet“ und dem Volk übergeben worden sein (Gnaeus Flavius scriba eius libertini filius subreptum librum populo tradidit).
Die Entwicklung neuer Spruchformeln durch Edikt des Prätors führte zu erweitertem Rechtsschutz in den Rechtsangelegenheiten des ius civile. Die neuere rechtshistorische Forschung geht dabei davon aus, dass die Edikts- und Formeltexte im Hintergrund von professionellen Juristen formuliert wurden. Zur Anwendung kam es bei allen herkömmlichen Vertragstypen, besonders im Erb-, Gesellschafts- und Sachenrecht, etwa die bonorum possessio, die actio Publiciana oder die adjektizischen Klagen, welche Innen- und Außenverhältnisse zwischen Hausherren und deren Gewaltunterworfenen regelte. Als ius praetorium trat damit einerseits ius honorarium hinzu, andererseits ius gentium, das Ausländern (peregrini) galt. Das Nebeneinander aller drei Rechtsschichten prägte den Rechtsalltag (Auslegung des Zwölftafelgesetzes) fortan, bis das Nebeneinander durch spätantike diokletianische Gesetzgebung wieder aufgegeben wurde. Nach modernem Rechtsverständnis gleicht das ius honorarium methodisch dem Prinzip der richterlichen Rechtsfortbildung.

## Nachwirkungen und Überlieferung

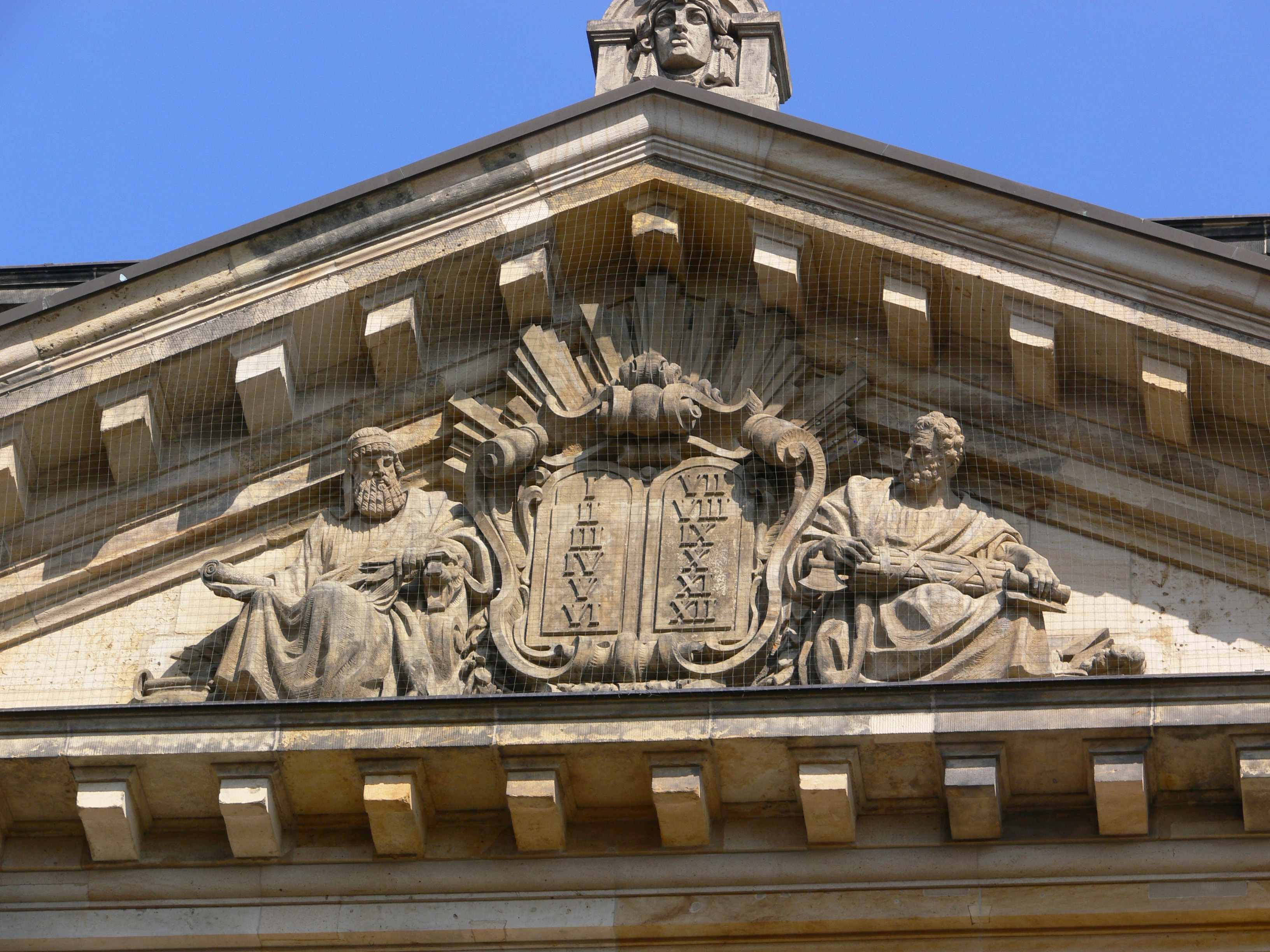
Darstellung der Zwölftafelgesetze am Reichsgerichtsgebäude in Leipzig (als Gegenstück ist dort auch eine gleich aufgebaute Darstellung der Zehn Gebote angebracht)

Es gibt kein auf Autopsie beruhendes Zeugnis für die Tafeln. Gleichwohl haben viele antike Autoren ihre Existenz bezeugt und geben auch Teile ihrer Inhalte wieder. Wenn es sie denn wirklich gab, wurden sie vermutlich beim „Gallierbrand“ nach der Schlacht an der Allia 387 v. Chr. zerstört. Wie die Bronzetafeln, in die die einzelnen Gesetze ja gemäß Livius „eingeschnitten“ (in aes incisas) beziehungsweise nach Dionysos „eingeritzt (eingegraben)“ worden waren, bei der hohen Festigkeit des Materials überhaupt zerstört werden konnten, muss offen bleiben. Sie können, wenn aus Bronze gearbeitet, als Rohmaterial entwendet worden oder als Opfer des Brandes geschmolzen sein.

### Einlassungen der Römer
Die ersten Ausführungen über die XII Tafeln finden sich im 1. Jahrhundert v. Chr. bei den Geschichtsschreibern Diodor, Dionysios von Halikarnassos und Livius. Bei Livius heißt es, dass die XII Tafeln „Quelle alles öffentlichen und privaten Rechts“ (fons omnis publici privatique iuris) gewesen seien. Auch der berühmteste Redner Roms, Cicero, nahm Bezug auf die Tafeln und gab an, dass man zu seiner Jugendzeit in den Schulen die Gesetzestexte der Tafeln auswendig gelernt habe (carmen necessarium – „wie ein unentbehrliches Lied“). Ob das tatsächlich die wörtliche Wiedergabe der Texte betraf, wird bezweifelt. In einem anderen Zusammenhang äußerte sich Cicero nochmals ehrfurchtsvoll: „Dieses einzige kleine Buch der zwölf Tafeln übertrifft durch das Gewicht seiner Autorität und das Ausmaß seiner praktischen Bedeutung ganze philosophische Bibliotheken“.
Im 1. Jahrhundert n. Chr. beschäftigten sich Plinius der Ältere und Tacitus mit dem Werk. Auch die Schriftsteller und Gelehrten Festus und Gellius schlossen sich den Gesetzesanalysen an. Bei Gellius wird die Frage von Wert und Unwert der Tafeln diskutiert.
Im 2. und 3. Jahrhundert n. Chr. wurde von den klassischen Juristen viel aus dem Gesetz zitiert, darunter einige Zitierjuristen der Spätantike, wie Gaius, Paulus, Ulpian und Modestin. Pomponius ließ Mitte des 2. Jahrhunderts zu den XII Tafeln verlauten, dass „aus ihnen das Privatrecht zu fließen“ begonnen habe (ex his fluere coepit ius civile). Zudem bezogen sich zahlreiche Kaiser, auch späterer Jahrhunderte, auf das Werk, so Valerian, Diokletian, Anastasios und Justinian. Bei Justinian fand das Zwölftafelgesetz in (un-)mittelbarer Weise Einlass in dessen groß angelegte Gesetzgebung, das später so genannten Corpus iuris civilis. Intensiv setzt sich die darin enthaltene Gesetzessammlung der Digesten mit dem Werk auseinander. Justinian erwähnte im Codex Iustinianus: „Indem wir den zwölf Tafeln folgen, korrigieren wir neueres Recht durch neustes Recht“. Das Zwölftafelgesetz blieb bis zum Ende des römischen Reiches in Kraft.

### Einlassungen der Romanisten
Inschriftlich ist bis heute kein Buchstabe des Zwölftafeltextes aufgetaucht, weshalb die hohe Verehrung des memorierten und immer wieder niedergeschriebenen Gesetzes das Interesse der Wissenschaftler in der Zeit der humanistischen Jurisprudenz auf den Plan gerufen haben muss. Der erste, der sich der Aufgabe der Wiedergewinnung widmete und damit das Fach der Rechtsgeschichte begründete, war Aymar du Rivail im Jahr 1515. Wesentliche Rekonstruktionsversuche gingen in der Folge auf Franciscus Hotomanus und Iacobus Gothofredus in den Jahren 1564 und 1616 zurück. Gekennzeichnet durch Versalien, klassifizierten sie alle Erwähnungen der XII Tafeln in der römischen Literatur als Originalwortlaute oder Bezugnahmen auf solche. Besonders Gothofredus sortierte dabei sehr beliebig und erstellte eigene, ihm plausibel erscheinende Sachzusammenhänge, wobei er durch Leerzeichen und Auspunktungen den Hinweis darauf gab, dass deutlich mehr Text auf den Tafeln vorhanden gewesen sein könnte.
In den folgenden beiden Jahrhunderten wurden die Bemühungen um eine Verbesserung des Basisstoffes von Gothofredus intensiviert. Die altertumswissenschaftliche Forschung erreichte eingangs des 19. Jahrhunderts einen Höhepunkt. Unter Auswertung aller früheren greifbaren Literatur stellte der Rechtswissenschaftler Heinrich Eduard Dirksen sein Rechercheergebnis dar. Dieses akribisch zusammengetragene Material veranlasste Rudolf Schöll dazu, 1866 eine Neuedition vorzulegen, angereichert mit einer Vielzahl von lateinischen Prolegomena. Sie enthält den bis heute zwar maßgeblichen Text, würde nach heutigem Forschungsstand allerdings keine Gefolgschaft mehr nach sich ziehen, da die von Schöll vorgenommenen Korrekturen und Kürzungen großen Textteilen den Kontext raubte. Moritz Voigt verfasste 1883 dann ein Werk über 1600 Seiten, das die verhältnismäßige Größenordnung von 10 Seiten Tafeltext kommentierte. Da die Existenz der Tafeln nicht zweifelsfrei erwiesen ist, wurde an der Wende vom 19. zum 20. Jahrhundert deutliche Kritik laut. Geblieben sind auch Anzweifelungen an der römischen Geschichte in Detailfragen, so ob die Standeskämpfe im 5. Jahrhundert tatsächlich ausschlaggebend gewesen seien, da es in der Zeit gar keine gegeben habe, ebenso wenig Decemvirn, zumindest sei das zweite Decemvirat bloße Fiktion. Wieder andere bezeichneten die Gesandtschaft nach Griechenland als „Sage“ oder leugneten, dass es zunächst zehn, später erst zwölf Tafeln gegeben habe.
Die letzten Editionen stammen von Michael Crawford (1996) und Dieter Flach (2004).

## Die zwölf Tafeln im Einzelnen

### Form und Stil
- altlateinische Formen: em für eum, escit für erit, faxsit für fecerit
- typischer Satzbau: Protasis — Apodosis. Auf einen Wenn-Satz, der den Tatbestand festlegt (Protasis), folgt ein Hauptsatz (Apodosis), welcher die diesem Tatbestand entsprechende Bestimmung enthält.
- die Subjekte (z. B. Kläger/Angeklagter) sind häufig zu ergänzen.
- häufige Verwendung des Imperativ II (z. B. ito)
- lapidar eindringliche Kürze der Rechtstexte
- häufig konkrete Fälle anstelle von Verallgemeinerungen und Definition

### Tafeln im Überblick

#### Tafel I (Zivilprozessrecht)
Die uns bekannten Fragmente der Tafel I enthalten Vorschriften zur Verfahrenseinleitung der Legisaktionen, vornehmlich Ladungs- und Verhandlungsvorschriften für bürgerliche Rechtsstreitigkeiten. Es ist häufiger in der Antike anzutreffen, dass Gesetzeswerke mit prozessrechtlichen Vorschriften eröffnet wurden. Es wird davon ausgegangen, dass die archaischen Streitstrukturen darauf abstellten, dass Maßnahmen zur Verhinderung beziehungsweise Beilegung von Streitigkeiten, von höchster Priorität zu sein hatten und deshalb voranstanden. Obwohl das spezifische prätorische Amt noch nicht geschaffen war, oblag es dem in den Tafeln bereits „Prätor“ genannten Beamten als Hauptaufgabe, anstehende Rechtsstreitigkeiten zu schlichten, auf gütliche Einigung hinzuwirken und beizulegen.
Auszüge:

“Si in ius vocat, [ito]. Ni it, antestamino. Igitur em capito.”

Wenn jemand [der Kläger] einen andern [den Beklagten] zu Gericht ruft, soll er kommen. Wenn er nicht kommt, soll man einen Zeugen hinzuziehen. Alsdann soll man ihn abholen.

“Si calvitur pedemve struit, manum endo iacito. Si morbus aevitasve vitium escit, iumentum dato. Si nolet, arceram ne sternito.”

Wenn er [der Beklagte] sich drückt oder die Flucht vorbereitet, soll er [der Kläger] ihn festnehmen. Steht Krankheit oder Alter [dem Erscheinen vor Gericht] im Wege, soll [der Kläger] ein Lasttier stellen. Wenn er [der Beklagte] das nicht will, braucht er [der Kläger] keinen Wagen mit Verdeck zu stellen.

“Adsiduo vindex adsiduus esto. Proletario [iam civi] quis volet vindex esto.”

Für einen Bürger mit Grundbesitz soll ein Bürger mit Grundbesitz bürgen. Für einen Proletarier aber soll bürgen, wer will.

“Rem ubi pacunt, orato. Ni pacunt, in comitio aut in foro ante meridiem causam coiciunto. Com peroranto ambo praesentes. Post meridiem praesenti litem addicito. Si ambo praesentes, solis occasus suprema tempestas esto.”

Wo sie sich vergleichen, da soll man [der Prätor den Vergleich für rechtskräftig] das verkünden. Wenn sie sich nicht einig werden, sollen sie ihre Sache vormittags in der Volksversammlung oder auf dem Forum [an einem Gerichtstag] einbringen. Sie sollen beide plädieren und beide anwesend sein. Nachmittags soll er [der Prätor] den Streitgegenstand einer anwesenden Partei zusprechen. Wenn beide anwesend sind, soll der Sonnenuntergang das Fristende 〈für die Urteilsverkündung〉 sein.

#### Tafel II (Zivilprozessrecht)
Vom Inhalt der Tafel II ist sehr viel verlorengegangen. Die darin enthaltenen Bestimmungen beschäftigten sich hauptsächlich mit dem Prozessverfahren im Zivilrechtsstreit. Der Gaiusfund aus dem Jahr 1933 brachte die wichtigste Bestimmung, I b zutage, die die altrömische Stipulation geregelt hatte.
Auszüge:

“[…] morbus sonticus […] aut status dies cum hoste […] quid horum fuit [vitium] iudici arbitrove reove, eo dies diffisus esto.”

[…] eine schwere Krankheit […] oder ein Termin mit einem Ausländer […] [einen Prozessbeteiligten von der Teilnahme am Prozess abhält]: was davon einem Richter oder Schiedsrichter oder einer Partei zustößt, dadurch soll der Prozess vertagt sein.

“Cui testimonium defuerit, is tertiis diebus ob portum abvagulatum ito.”

Wenn ein geladener Zeuge ausgeblieben ist, so soll [die dadurch beschwerte Prozesspartei] alle drei Tage vor dem Haus [des Zeugen] erscheinen und ihn vor aller Öffentlichkeit zum Erscheinen auffordern.

#### Tafel III (Prozess- und Vollstreckungsrecht)
In Tafel III ist das archaische Vollstreckungsrecht geregelt. Dieses stand noch vornehmlich im Zeichen von Selbstjustiz und Privatrache. Vollstreckungsvoraussetzung war die gerichtliche Anerkenntnis der Geldschuld (aes confessum) beziehungsweise eine rechtskräftige Verurteilung im Prozess (res iudicata). Der Gläubiger konnte sich dabei im Zwangsvollstreckungsverfahren der legis actio per manus iniectionem (körperliche Haftung des Schuldners) bedienen.
Auszüge:

“Aeris confessi rebusque iure iudicatis triginta dies iusti sunto.”

Für eine eingestandene Schuld, oder wenn ein Gerichtsurteil gesprochen ist, sollen dreißig Tage 〈als Erfüllungsfrist〉 recht sein.

“Post deinde manus iniectio esto. In ius ducito. Ni iudicatum facit aut quis endo eo iniure vindicit, secum ducito, vincito aut nervo aut compedibus XV pondo, ne maiore aut si volet minore vincito. Si volet suo vivito, ni suo vivit, qui eum vinctum habebit, libras farris endo dies dato. Si volet, plus dato.”

Danach dann soll eine Festnahme geschehen. Man soll 〈den Schuldner〉 vor Gericht führen. Wenn er das, zu dem er verurteilt ist, nicht tut und niemand dafür vor Gericht als Bürge eintritt, dann soll man ihn mitnehmen und ihn mit Banden fesseln oder mit einem Fußgewicht von 15 〈Pfund〉 Gewicht, nicht mehr, aber wenn er will, weniger, fesseln. Wenn 〈der Schuldner〉 will, soll er [in Privathaft] auf seine Kosten leben; wenn er nicht auf seine Kosten lebt, soll 〈ihm〉, wer ihn gefangen hält, ein Pfund Spelzweizen täglich geben. Wenn er will, soll er ihm mehr geben.

“Tertiis nundinis partis secanto. Si plus minusve secuerunt, se fraude esto.”

Am dritten Markttag (nundinae) sollen sie [mehrere Gläubiger] das Schuldnervermögen untereinander aufteilen (partes secanto). Wenn einer [dabei] etwas mehr oder weniger erlangt, als ihm zusteht, soll das nicht als unzulässige Bereicherung angesehen werden (se fraude esto).

“Adversus hostem aeterna auctoritas esto.”

Gegen einen Ausländer soll ewige Gültigkeit [des Eigentums] sein.

#### Tafel IV (Familienrecht)
In den Tafel IV und V war das Familienrecht geregelt. Insbesondere war in Tafel IV das Recht der patria potestas enthalten, das Recht der väterlichen Gewalt. Auch von dieser Tafel ist viel verloren gegangen.
Auszüge:

“Cito necatus insignis ad deformitatem puer esto.”

Rasch soll ein offensichtlich missgestaltetes Kind getötet werden [können].

“Si pater filium ter venum dabit, filius a patre liber esto.”

Wenn ein Vater einen Sohn dreimal verkauft, soll der Sohn vom Vater frei sein.

#### Tafel V (Erbrecht)
Neben Teilen des Familienrechts regelte Tafel V das Erbrecht. Geregelt wurden das Recht der Vormundschaft, Ersitzungsverbote, Grundsätze letztwilliger Verfügungen, gesetzliche Erbfolgeordnungen, Vermögensverwaltung im Falle von Geisteskrankheit, das Freigelassenenerbrecht und Forderungen gegen den Nachlass.
Auszüge:

“Uti legassit super pecunia tutelave suae rei, ita ius esto.”

Wie [jemand] über sein Vermögen und die Obhut seiner Sachen bestimmt hat, so soll es rechtens sein.

“Si intestato moritur, cui suus heres nec escit, adgnatus proximus familiam habeto. Si adgnatus nec escit, gentiles familiam [habento].”

Wenn jemand stirbt, ohne vorher seinen Letzten Willen bekanntgegeben zu haben, der auch keinen Erben hat, so soll der nächste Verwandte von väterlicher Seite [Agnat] das Vermögen haben. Wenn es keinen Verwandten väterlicherseits gibt, sollen die Sippengenossen das Vermögen haben.

“Si furiosus escit, adgnatum gentiliumque in eo pecuniaque eius potestas esto.”

Wenn [jemand] rasend [geisteskrank] ist, soll die Gewalt über ihn und sein Vermögen bei den Verwandten väterlicherseits und den Sippengenossen sein.

#### Tafel VI (Rechtsgeschäfte)
Tafel VI hatte vornehmlich Bestimmungen über das Vertragsrecht und Eigentum (Sachenrecht) zum Gegenstand, so zum nexum, zur mancipatio, Vertragswirksamkeit und nachbarrechtlichen Bestimmungen.
Auszüge:

“Cum nexum faciet mancipiumque, uti lingua nuncupassit, ita ius esto.”

Immer wenn [jemand] ein Nexum oder eine Manzipation vollführt, soll es so, wie er es feierlich und öffentlich mündlich gelobt hat, rechtens sein.

“Tignum iunctum aedibus vineave sei concapis ne solvito.”

Gemeinsames Baumaterial, etwa an einem Haus oder Weingarten, soll man, wenn es eine fortlaufende Verbindung darstellt, nicht herauslösen.

#### Tafel VII (Nachbarschaftliche Beziehungen)
Gegenstand von Tafel VII war vornehmlich die Regelungsmaterie nachbarschaftlicher Verhältnisse im altrömischen Agrarstaat. Dazu gehörten Grenz- und Gebäudeabstände, Ersitzungsausschlüsse am Grenzrain, Streitigkeiten im Zusammenhang von Grenzziehungen, Wegerechte, Rechte bezüglich der Erschließungsinfrastrukturen und Fruchtziehungsrechte.
Auszüge:

“Viam muniunto: ni sam delapidassint, qua volet iumento agito.”

[Grundstückseigentümer, an deren Grund ein Wegerecht anderer besteht], sollen [dafür] einen befestigten Weg anlegen. Wenn sie ihn nicht mit Steinen befestigt haben, soll [der Wegberechtigte] sein Zugvieh [dort über das Grundstück] führen, wo er will.

#### Tafel VIII (Schadenersatzrecht/Strafrecht)
In Tafel VIII waren Regelungen des Deliktsrechts und strafrechtliche Bestimmungen enthalten. Im Gegensatz zu anderen Tafeln, ist der fragmentarisch erhaltene Fundus hier hoch. Unter Strafe wurden Schmähungen gestellt, die man sich als dem Zauber verschriebene Verwünschungsformeln wird vorstellen müssen (siehe hierzu auch Fluchtafel), talionsrechtliche Regelungen für Körperverletzungsdelikte, Sanktionen bei Tier- und Sachbeschädigungen, Vorschriften gegen den Missbrauch von Weide- und Ernteertragsrechten und Gegenrechte gegen Diebstahlsdelikte. Aber auch Garantien waren auf der Tafel verbrieft, so die Privatautonomie im Vereinsrecht.
Auszüge:

“Qui malum carmen incantassit […]”

Wer einen üblen Zauberspruch hergesagt hat …  sinngemäß nach Christian Gizewski: Wenn jemand in übler Nachrede einen anderen irgendwelcher Verbrechen oder Ehrlosigkeiten bezichtigt, … [so erhält er dafür eine Kapitalstrafe].

“Si membrum rupsit, ni cum eo pacit, talio esto.”

Wenn [jemand einem anderen] ein Glied verletzt hat und sich nicht mit ihm einigt, soll Gleiches mit Gleichem vergolten werden. (siehe: Talionsrecht)

“Manu fustive si os fregit libero, CCC, si servo, CL poenam subito.”

Wenn [jemand] mit der Hand oder einem Stock einem Freien einen Knochen gebrochen hat, soll er 300, wenn einem Sklaven, 150 〈Asse〉 Strafe zahlen.

“Si iniuriam faxsit, viginti quinque poenae sunto.”

Wenn [jemand] Unrecht getan hat, sollen 25 [Asse] zur Strafe gereichen.

“Qui fruges excantassit […] [carmi] neve alienam segetem pellexerit […]”

Wer Feldfrüchte weggezaubert … oder mit einem Zauberspruch fremde Saaten zu sich gezogen hat …
Sinngemäß: Wer Früchte auf fremdem Feld beschworen … oder durch [Zauberei]... fremde Saat zu sich herübergezogen hat, ...[ wird mit schwerster Strafe bestraft]

“Si nox furtum faxsit, si occisit, iure caesus esto.”

Wenn jemand nachts einen Diebstahl begangen hat und erschlagen worden ist, so soll er zu Recht erschlagen sein.

“Luci […] si se telo defendit, […] endoque plorato.”

[Wenn jemand ] am hellen Tage … [in seinem Haus von einem Dieb heimgesucht wird, so kann er], wenn er sich bewaffnet verteidigt, ...[den Eindringling töten] und soll die Leute in der Nachbarschaft [zu Hilfe oder als Zeugen] zu sich hereinrufen.

“Si adorat furto, quod nec manifestum erit […], 〈duplione damnum decidito〉.”

Wenn [jemand einen anderen] wegen eines Diebstahls anklagt, der nicht auf frischer Tat ertappt wurde, [so soll der Dieb es mit dem doppelten Wert des Diebesguts als Schadensersatz abmachen].

“Patronus si clienti fraudem fecerit, sacer esto.”

Wenn ein Patron seinen Klienten betrogen hat, soll er verflucht sein.

“Qui se sierit testarier libripensve fuerit, ni testimonium fatiatur, inprobus intestabilisque esto.”

Wer sich herbeigelassen hat, als Zeuge aufzutreten, [oder bei einem Kauf- oder Schenkungsakt] Waagehalter gewesen ist, der soll, wenn er nicht [auf Verlangen] Zeugnis ablegt, ehrlos und zeugnisunfähig sein.

“Si telum manu fugit magis quam iecit, arietem subicito.”

Wenn die Waffe mehr der Hand entflohen ist, als dass 〈jemand〉 sie geworfen hat, so soll 〈der Werfer〉 einen Widder als Strafe zahlen.

#### Tafel IX (Strafrecht)
Die Fragmente der Tafel IX enthalten öffentlich-rechtliche, vornehmlich strafrechtliche Bestimmungen. Die Tafel ist größtenteils untergegangen und im Wortlaut ist nichts enthalten. Abgehandelt wurden Kapitalstrafen für bestochene Richter, Fälle des Landesverrats, Verstöße gegen den Gleichbehandlungsgrundsatz oder der Zwang gerichtlicher Verfahren bei Verhängung von Todesstrafen.
[Nichts im Wortlaut erhalten.]

#### Tafel X (Pontifizialrechtliche Bestimmungen,ius sacrum)
Ursprünglich die letzte Tafel der ersten decemvirn, enthielt diese Regeln zur Leichenbestattung und damit zusammenhängenden Vorschriften. Nahezu sämtliche Überlieferungen dieser Tafel gehen auf Cicero zurück (De legibus).
Auszüge:

“Hominem mortuum in urbe ne sepelito neve urito.”

Den Leichnam eines Menschen soll man in der Stadt weder begraben noch verbrennen.

“[…] hoc plus ne facito: rogum ascea ne polito.”

[…] mehr als das soll er nicht tun; das Holz des Scheiterhaufens soll er nicht mit der Axt glätten.

“Mulieres genas ne radunto neve lessum funeris ergo habento.”

Frauen sollen ihre Wangen nicht zerkratzen und bei der Leichenfeier kein Totengeheul erheben.

“Homine mortuo ne ossa legito, quo post funus faciat.”

Von einem Toten soll man nicht die Knochen auflesen, um damit später eine Leichenfeier zu veranstalten.

“Qui coronam parit ipse pecuniave eius honoris virtutisve ergo adduitor ei […]”

Wer selbst oder durch 〈Einsatz〉 sein〈es〉 Vermögen〈s〉 einen Ehrenkranz erworben hat, dem soll er wegen seines Ansehens und seiner Tugend beigegeben werden …

“[…] neve aurum addito. At cui auro dentes iuncti escunt, ast in cum illo sepeliet uretve, se fraude esto.”

[…] und man soll 〈dem Leichnam〉 kein Gold beigeben. Aber wer Zahnbrücken aus Gold hat, den damit zu begraben oder zu verbrennen soll dagegen kein Vergehen sein.

#### Tafel XI (Eherecht/Verbote)
Die Tafel XI enthielt Nachträge verschiedenen Inhalts und zur Ergänzung des gesetzlichen Gesamtzusammenhangs. Hierin sollen Vorschriften des Fetialrechts eingearbeitet gewesen sein, faliskisches (etruskisches) Stadtrecht. Patrizier und Plebejer dürfen untereinander nicht heiraten, wenn doch, ist die Ehe ungültig (gesetzliche Ausnahme zum sonst durchgehend gewürdigten Gleichbehandlungsgebot). (Ein lateinischer Text fehlt). Die Zulassung des conubium zwischen den beiden Ständen brachte erst die lex Canuleia im Jahr 445 v. Chr. Es entstand auch vermehrte Publizität des Gerichtsalltags, Festlegung von Gerichtsterminen, Planung per Gerichtskalender (fasti).

#### Tafel XII (Verbrechen)
Auch auf Tafel XII waren Nachträge zu den Tafeln I–X enthalten. Enthalten war das besondere Vollstreckungsverfahren der Legis actio per pignoris capionem (Pfändung). Weiterhin war auf der Tafel die auf das frühe römische Recht zurückgehende Haftung des Gewalthabers für den Gewaltunterworfenen geregelt, die mittels Noxalklagen durchgesetzt werden konnten.
Auszüge:

“Si servo furtum faxit noxiamve no〈x〉it […]”

Wenn 〈jemand〉 einen Sklaven bestiehlt oder verletzt …

“Si vindiciam falsam tulit, si velit is […] 〈prae〉tor arbitros tris dato, eorum arbitrio […] fructus duplione damnum decidito.”

Wenn 〈jemand〉 einen falschen Besitzanspruch gestellt hat, wenn der es will … soll der Prätor drei Schiedsrichter benennen, und nach deren Schiedsspruch … soll er die Sache mit dem Doppelten seines Gewinnes als Strafe abmachen.